# Aprionus flavidus
Aprionus flavidus är en tvåvingeart som först beskrevs av Johannes Winnertz 1870.  Aprionus flavidus ingår i släktet Aprionus och familjen gallmyggor. Arten är reproducerande i Sverige. Inga underarter finns listade i Catalogue of Life.